# Косково (Рамешковский район)
Косково — деревня в Рамешковском районе Тверской области.

## География
Находится в восточной части Тверской области на расстоянии менее 1 км на юго-восток от районного центра поселка Рамешки.

## История
Известна с 1859 года как русская казенная деревня, в которой 32 двора, в 1887 — 44, в 1936 — 79. В советское время работали колхозы им. Ленина и «Память Ленина». В 2001 году в деревне 46 домов постоянных жителей и 11 — собственность наследников и дачников. До 2021 входила в сельское поселение Некрасово Рамешковского района до их упразднения.

## Население
Численность населения: 208 человек (1859 год), 340 (1936), 160 (1989), 144 (русские 86 %, карелы 6 %) в 2002 году, 27 в 2010.